# Thelyphonus grandis
Thelyphonus grandis är en spindeldjursart som beskrevs av Speijer 1931. Thelyphonus grandis ingår i släktet Thelyphonus och familjen Thelyphonidae. Inga underarter finns listade i Catalogue of Life.